# Loch Eil
Loch Eil (Schots-Gaelisch: Loch Iall) is een inham aan de westkust van Schotland die in de buurt van Fort William overgaat in een andere inham, Loch Linnhe.
Op de noordelijke oever bevinden zich twee spoorwegstations die deel uitmaken van de West Highland Line namelijk Station Locheilside dat in 1901 is geopend en Station Loch Eil Outward Bound dat in 1985 is geopend.